# Johannes Lohs
Johannes Lohs (24 de junho de 1889 - 14 de agosto de 1918) foi um comandante de U-Boot que serviu na Kaiserliche Marine durante a Primeira Guerra Mundial. Esteve a frente dos submarinos UC-75 e UB-57 

## Carreira

### História
O militar ingressou como cadete na Marinha Imperial da Alemanha em 1 abril de 1909. Completou a sua formação em serviço no cruzador SMS Victoria Louise. Em 12 abril 1910 alcançou a patente de aspirante. Serviu em seguida no cruzador ligeiro SMS Berlin. Alcançou a patente de oficial em 23 dezembro 1912 servindo no cruzador SMS Strassburg. Com o advento da Primeira Guerra Mundial, entrou em ação pela primeira vez em 28 agosto 1914. Após o seu preparo na U-Bootschule assumiu o comando do UC-75 com o qual esteve em 9 patrulhas nas costas da Grã-Bretanha. O seu último barco foi o UB-57 que foi ao fundo com toda a tripulação após colisão com minas. O corpo do comandante chegou a praia, uma semana depois e esta enterrado no cemitério militar de Vlissingen e posteriormente transferido para o cemitério militar alemão em Ysselsteyn.
A 3. Unterseebootsflottille na Segunda Guerra Mundial foi conhecida como Flotilha Lors, uma homenagem ao comandante Johannes Lohs.

### Patentes
| Data             | Patente              |
| ---------------- | -------------------- |
| 12 setembro 1912 | Leutnant zur See     |
| 2 maio 1915      | Oberleutnant zur See |

### Condecorações
| Data                | Condecoração               |
| ------------------- | -------------------------- |
|                     | Cruz de Ferro 2º Classe    |
| 23 dezembro 1917    | Hausorden von Hohenzollern |
|                     | Cruz de Ferro 1º Classe    |
| 24 de abril de 1918 | Pour le Mérite             |